# Sidestepper
 (décembre 2017).

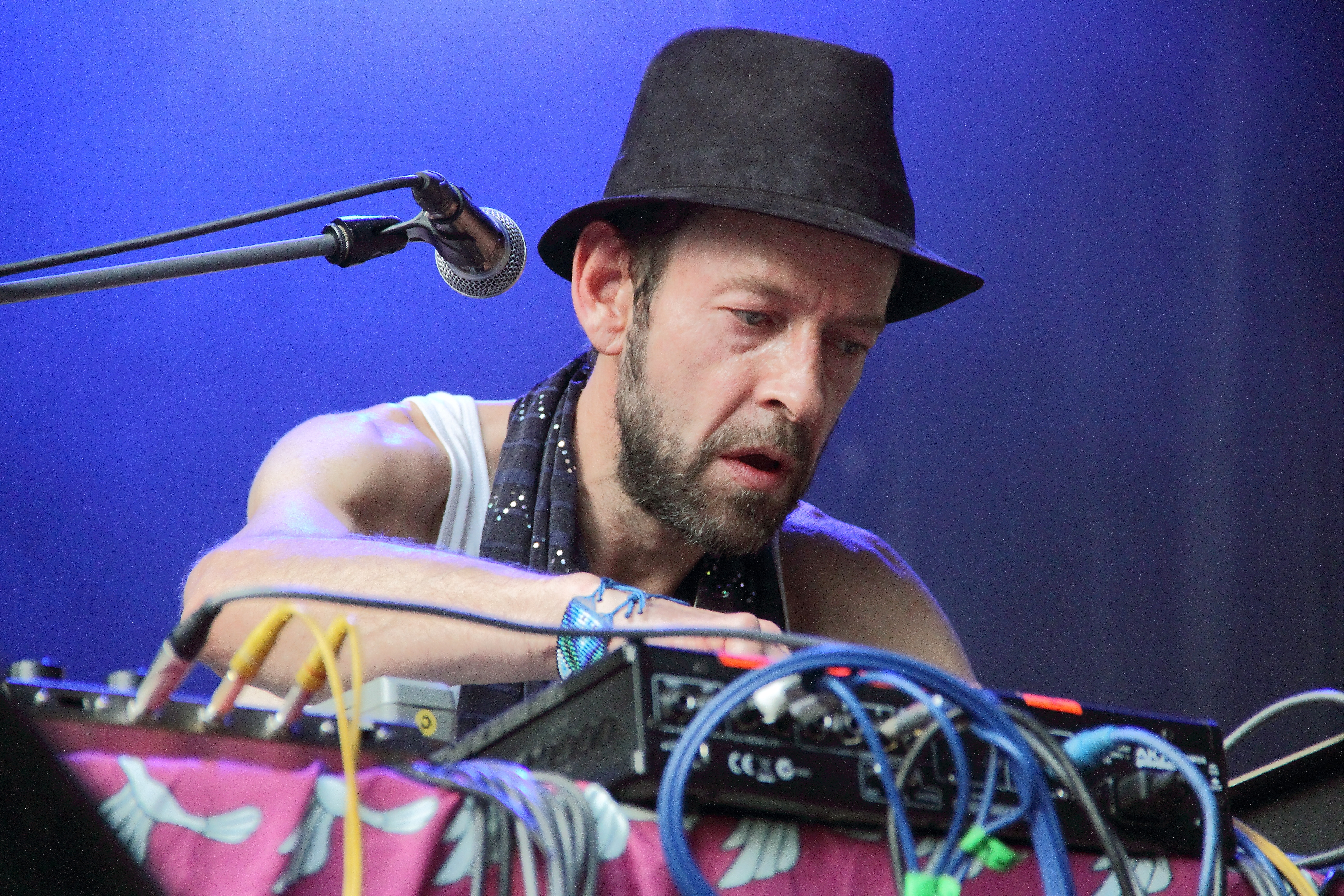
Richard Blair, 2016

Sidestepper est le nom artistique du producteur et Dj britannique Richard Blair
Après avoir travaillé durant plusieurs années dans les studios Real World de Peter Gabriel pour un certain nombre d'artistes internationaux, Richard Blair a déménagé à Bogota, Colombie, en 1992. Ce voyage, programmé initialement comme une visite rapide, se convertit en un séjour de trois ans, durant lesquels Blair s'immergea dans la riche scène musicale colombienne. Là, il fut producteur et ingénieur pour plusieurs albums de Carlos Vives le pionnier de la musique pop-vallenato, et pour les rockers du groupe Los Aterciopelados. Durant cette même période, il s'imprégna du son profond des rythmes afro-colombiens, du son classique cubain et du répertoire de salsa qui fondent la musique colombienne actuelle.
Une fois de retour en Angleterre, Blair a produit une série de singles qui réveillèrent un grand intérêt[Quoi ?] et où fusionnèrent la musique latine classique et la drum'n'bass avant-garde. Plus tard, Blair lança sur le marché l'album "More Grip".